# Šipanska Luka
Šipanska Luka is een plaats in de gemeente Dubrovnik in de Kroatische provincie Dubrovnik-Neretva. De plaats telt 237 inwoners (2001).